# Olympische Winterspiele 1992/Teilnehmer (Puerto Rico)
| Gelbes Symbol für Goldmedaillen mit stilisierten Olympischen Ringen | Graues Symbol für Silbermedaillen mit stilisierten Olympischen Ringen | Braundes Symbol für Bronzemedaillen mit stilisierten Olympischen Ringen |
| ------------------------------------------------------------------- | --------------------------------------------------------------------- | ----------------------------------------------------------------------- |
| —                                                                   | —                                                                     | —                                                                       |

Puerto Rico nahm an den Olympischen Winterspielen 1992 im französischen Albertville mit sechs Athleten in zwei Sportarten teil.
Es war die dritte Teilnahme des karibischen Landes an Winterspielen. 
Flaggenträger war der Bobfahrer Jorge Bonnet. Puerto Rico blieb ohne Medaille.

## Teilnehmer nach Sportarten

### Bob
Puerto Rico startete mit zwei Teams im Zweierbob. Puerto Rico I erreichte Platz 40 unter 46 Teilnehmern, die zweite Mannschaft belegte nach einem Sturz im zweiten Lauf den letzten Rang.
Zweierbob
- Puerto Rico I
Liston Bochette und Douglas Rosado → 40. (4:14,07 min)

- Puerto Rico II
John Amabile und Jorge Bonnet → 46. (4:41,61 min)

### Freestyle-Skiing
Die beiden puerto-ricanischen Teilnehmer im Buckelpisten-Wettbewerb belegen die beiden letzten Plätze.
Buckelpiste Männer
- Luis González → 46. Platz
- Jorge Torruellas → 47. Platz